# Koriàkovo
Koriàkovo (en rus: Коряково) és un poble de l'óblast de Kaluga, que en el cens del 2010 tenia 434 habitants, pertany al districte de Bórovsk.